# شهرستان گلپایگان
شهرستان گلپایگان یکی از شهرستان‌های استان اصفهان است. مرکز این شهرستان، شهر گلپایگان می‌باشد.

## تقسیمات کشوری
شهرستان گلپایگان دارای ۱ بخش، ۳ دهستان و ۳ شهر به شرح زیر است:

### شهرستان گلپایگان
| بخش   | مرکز بخش | جمعیت بخش ۱۴۰۱ | نام دهستان   | مرکز دهستان | جمعیت دهستان ۱۴۰۱ | شهر                       | جمعیت شهر ۱۴۰۱ |
| ----- | -------- | -------------- | ------------ | ----------- | ----------------- | ------------------------- | -------------- |
| مرکزی | گلپایگان | ۱۷۸٬۷۳۴ نفر    | جلگه         | گلشهر       | ۲۵٬۳۳۱ نفر        | گلپایگان گلشهر ۱۴٬۰۱۲ نفر |                |
| مرکزی | گلپایگان | ۱۷۸٬۷۳۴ نفر    | نیوان        | نیوان نار   | ۵٬۷۲۶ نفر         | گلپایگان گلشهر ۱۴٬۰۱۲ نفر |                |
| مرکزی | گلپایگان | ۱۷۸٬۷۳۴ نفر    | کنار رودخانه | سعیدآباد    | ۸٬۷۲۱ نفر         | گلپایگان گلشهر ۱۴٬۰۱۲ نفر |                |

## مردم

### زبان و لهجه گلپایگان
در گلپایگان مردم اکثراً به زبان فارسی با لهجه محلی صحبت می‌کنند.

## جمعیت
بنابر سرشماری مرکز آمار ایران، جمعیت شهرستان گلپایگان یکی از شهرستان‌های استان اصفهان در مرکز ایران است در سال ۱۳۹۵ برابر با ۱۲۶،۷۰۰ نفر بوده‌است.